# Hl. Dreifaltigkeit (Offenbach am Main)

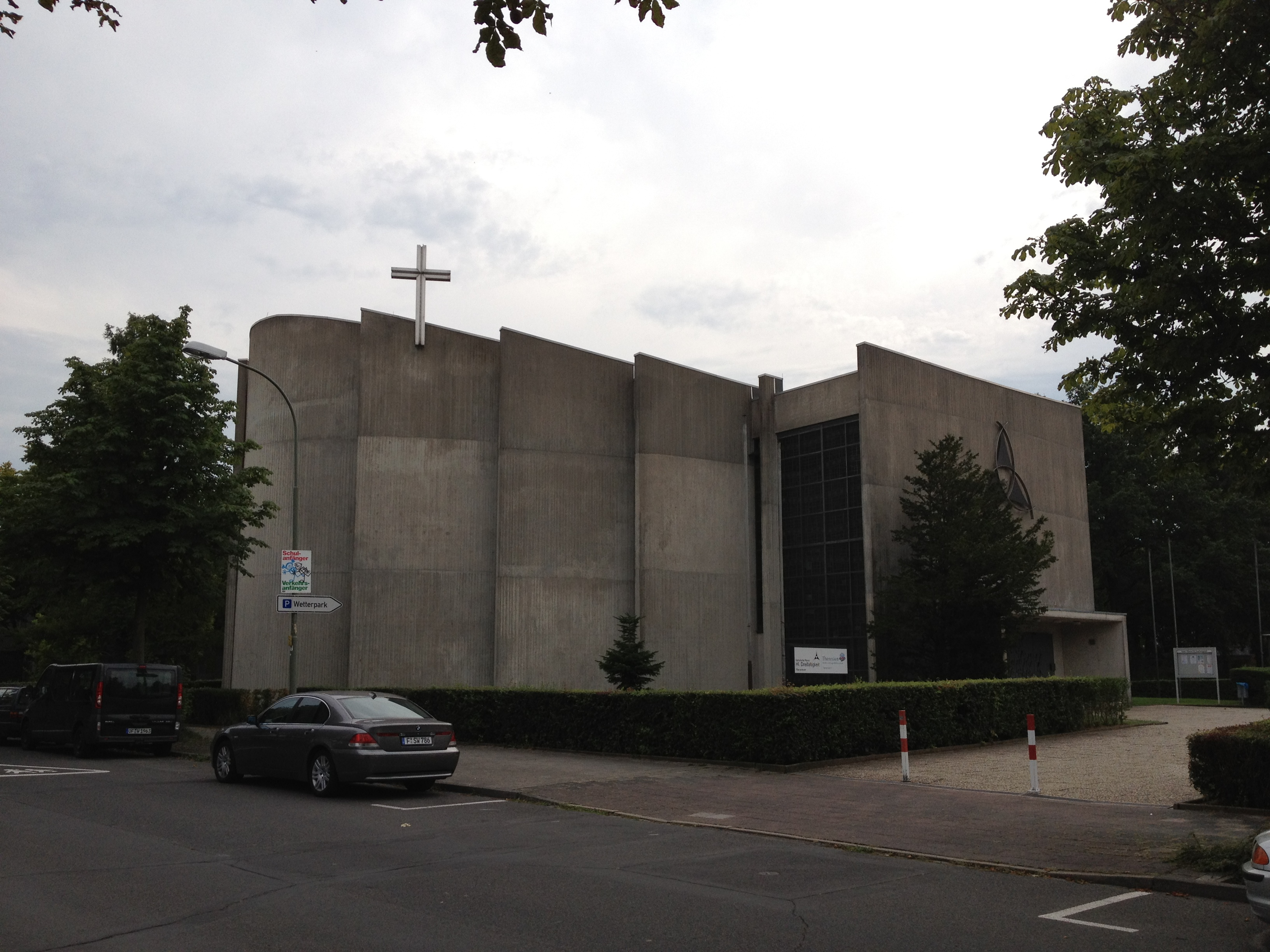
Die katholische Filialkirche Heilige Dreifaltigkeit in Offenbach am Main

Die römisch-katholische Filialkirche Heilige Dreifaltigkeit ist ein im Stil der Moderne errichtetes, unter Denkmalschutz stehendes Kirchengebäude in Offenbach am Main. Die Kirchengemeinde gehört zur katholischen Pfarrei „St. Franziskus Offenbach“, die das gesamte Gebiet der Stadt Offenbach am Main umfasst und der Region Mainlinie im Bistum Mainz angehört.

## Geschichte
Die Pfarrei Heilige Dreifaltigkeit wurde 1965 durch Abspaltung von der Pfarrei St. Marien gegründet. Da die neue Kirchengemeinde zum Zeitpunkt ihrer Errichtung nicht über ein eigenes Kirchengebäude verfügte, wurde noch im selben Jahr der Frankfurter Architekt Helmut Bauernfeind beauftragt, Pläne für einen modernen Kirchenneubau anzufertigen.
Nachdem 1966 der Grundstein für die neue Pfarrkirche gelegt wurde, konnte das Gotteshaus nach zweijähriger Bauzeit am 20. Oktober 1968 durch den Mainzer Bischof Hermann Volk geweiht und dem Patrozinium der Heiligen Dreifaltigkeit unterstellt werden.

## Baubeschreibung
Die Filialkirche Heilige Dreifaltigkeit wurde als Zentralbau aus Stahlbetonelementen an der oberen Grenzstraße im Osten Offenbachs errichtet. Das moderne Kirchengebäude ist flachgedeckt und erhebt sich auf annähernd ovalem Grundriss, der sich aus der Anordnung von zwölf gewölbten Wandscheiben sowie zwei halbkreisförmigen Apsiden im Osten und Westen ergibt. Über vertikale Fensterschlitze zwischen den betonsichtigen Wandelementen gelangt Licht in den Innenraum der Kirche. Der halbrunde Altarraum ist erhöht und befindet sich im Süden, ihm gegenüber liegt die Orgelempore im Norden. Den Raum dazwischen nehmen die Kirchenbänke ein, die den Richtlinien des Zweiten Vatikanischen Konzils folgend halbkreisförmig um den Altarraum angeordnet sind.

## Ausstattung
Das heutige Altarkreuz mit Glaseinsätzen des Mainzer Malers Alois Plum ist kurz nach Fertigstellung der Dreifaltigkeitskirche entstanden. Auch die abstrakten Bleiverglasungen der Lichtschlitze stammen aus der Erbauungszeit der Kirche, ihre Gestaltung geht auf Entwürfe der Mariendonker Ordensschwester Praxedis zurück. Bei dem eine Gloriole zeigenden Altarbild handelt es sich hingegen um eine nachträgliche Ergänzung, durch die der schlichte Kirchenraum künstlerisch aufwertet werden sollte.
Die zwölf Apostelleuchter der Kirche sind gleichmäßig auf ihre zwölf Wandscheiben verteilt. Auch zwölf der 14 Kreuzwegstationen sind an diesen Wandelementen angebracht, zwei weitere Stationen befinden sich an den Apsiden im Osten und Westen.